# Сепак такро
Сепак такро или малајска одбојка је спорт са традицијом у југоисточној Азији. Под општим именом сепак такро постоји неколико варијанти овог спорта.
Регу је најчешћа верзија игре, а то је тимска игра која се игра на стандардном терену за бадминтон, подељеном ниском мрежом (1,52 м), преко које играчи две противничке екипе пребацују лопту ногама и главом на противничку половину и труде се да спрече да лопта падне на њихову половину терена.
Хоп - играчи тима од 5 или 7 људи, који стоје у кругу пречника 2 м, држе лопту у ваздуху, ударајући је или додајући је партнеру било којим делом тела, осим рукама, како би ушао у обруче окачене изнад терена у виду гнезда.
Круг је једноставнија верзија игре у којој 5-7 играча заузимају круг и додају један другом било којим делом тела осим рукама, покушавајући да што дуже задрже лопту у ваздуху.

## Опис
Сепак такро регу је најпопуларнији у Тајланду, Малезији, Индонезији, Сингапуру, Мјанмару, Вијетнаму, Камбоџи, Лаосу, Индији и на Филипинима.
Историјски гледано, игра се са плетеном лоптом од ратана, али сада се чешће користе плетене синтетичке (пластичне) лопте. У складу са савременим правилима, у игри учествују 2 тима од 3 особе (регу). Постоје опције игре 2 на 2 (доубле регу) и 4 на 4 (куартер регу). Величина терена (13,4 са 5,18 метара) и висина мреже (1,55 метара на ослонцима) одговарају игралишту и мрежи за бадминтон. Правила бодовања и број додира лопте су слични класичној одбојци. Међутим, за разлику од одбојке, два или сва три додира лопте на терену може да направи један играч.
Играју меч до 2 победе у сетовима (тј. максимално 3 сета), до 21 поена у свакој (могуће прекорачење док не дође до разлике од 2 поена).
Одлика тренинга играча у сепак такроу је висок ниво техничке вештине, постизање добро развијене скакачке способности, флексибилности и координације покрета.

## Историја
Први помен игре датира из 15. века и налази се у хроникама султаната Малака (територија модерне Малезије и Индонезије). На Тајланду, сцена из игре је приказана на муралу храма изграђеног 1785. године, где хиндуистички бог Хануман игра сепак такро са групом мајмуна. Игра се стотинама година играла у облику круга, а модерна верзија сепак такроа почела је да се обликује на Тајланду негде почетком 1740-их.

### Сепактакро хооп
Године 1929. Спортско удружење Сијам је развило прва правила такмичења. Четири године касније, удружење је одржало први јавни конкурс. Сепак такро је уведен у наставни план и програм у сијамским школама.
На Филипинима се овај спорт звао „сипа“ (или „сипа салам“ међу муслиманским Филипинцима), и заједно са традиционалним борилачким вештинама, преживео је три века шпанске колонизације. Сепак такро је био филипински национални спорт док га није заменио арнис 2009. Сепак такро је укључен у наставни план и програм у основним и средњим школама на Филипинима.
До 1940. уједињена верзија игре се проширила широм југоисточне Азије. Спорт је званично назван „сепак такро“. Назив потиче од малајске речи „сепак – ударац, ударац” и тајландске „такро – ткана лопта”, што је својеврсни компромис између две земље које тврде да су родно место овог спорта.
Управно тело сепак такраоа је Међународна сепак такро федерација (ИСТАФ). Главни турнир за мушке репрезентације је Светско првенство - Куп краља Сепак такроа Светско првенство. Од 1965. године укључена је у програм Игара југоисточне Азије, а од 1990. године - у програм Азијских игара. 1988. и 1990. године одржано је прво Светско првенство у сепак такраву у Куала Лумпуру.

### Терен
Сепак такра регу се игра на стандардном терену за бадминтон. Површина терена је 13,4 са 6,1 метара (44 стопа × 20 стопа). Ширина граничних линија терена не сме бити већа од 4 центиметра (1,6 инча). Све спољне границе морају бити удаљене најмање 3,0 метра (9,8 стопа) од свих препрека. Средишња линија од 2 cm (0,79 инча) мора бити повучена тачно низ центар која раздваја десни и леви терен. На средишњој линији налазе се два полукруга пречника 0,9 метара (2 стопе 11 инча), са конвексним делом усмереним ка центру.

### Мрежа
Мрежа је направљена од танког правилног гајтана или најлона са величином ока од 6 до 8 cm. Слично мрежи за одбојку. Мрежа је оивичена траком од 0,05 метара са горње и доње стране, ослоњена на танку правилну или најлонску врпцу, која пролази кроз траку и повлачи мрежу у равни са врхом стубова. Висина мреже је 1,52 м (1,42 м за жене).

### Лопта
Лопта мора имати 12 рупа и 20 крстова, са обимом од најмање 42—44 cm (17—17 in) за мушкарце и 43—45 cm (17—18 in) за жене. Тежина лопте треба да се креће од 170 до 180 г (6,0-6,3 оз) за мушкарце и 150 до 160 г (5,3-5,6 оз) за жене.
Лопта може бити обична, вишебојна или светлећа. Лопта може бити направљена од синтетичке гуме или меког, издржљивог материјала за покривање лопте како би се ублажио удар на тело играча. Тип материјала који се користи за израду лопте или за покривање лопте гуменим или меканим издржљивим премазом мора бити одобрен од стране ИСТАФ-а пре него што се користи за било које такмичење.